# Casperi Elià
Casperi Elià - Casperius Aelianus (llatí) - (45 - 98) va ser prefecte de la guàrdia pretoriana sota els emperadors Domicià i Nerva.
Segons l'historiador Filòstrat d'Atenes, Casperi era un tribú militar en l'exèrcit de Vespasià, quan aquest fou enviat per Neró a esclafar la Primera Guerra Judeoromana. Però durant el transcurs d'aquesta guerra, a Roma la impopularitat de Neró va esclatar en una clara revolta i l'emperador es va acabar suïcidant, succeint-lo Galba, Otó i Vitel·li durant l'any dels quatre emperadors, fins que el mateix Vespasià fou proclamar emperador per les seves tropes i es dirigí a Roma, deixant el setge de Jerusalem (70) a mans del seu fill Titus.
Seguint les referències de Filòstrat en la seva obra Vida d'Apol·loni, Casperi va acompanyar a Vespasià en el seu viatge de retorn, però poc més se sap d'ell fins que reapareix en la història com un dels dos prefecte del pretori durant el regnat de Domicià, fill de Vespasià, càrrec que va exercir entre els anys 81 i 94.
Després d'aquest any fou substituït, ja fos per haver caigut en desgràcia davant de l'emperador, o bé perquè a l'edat de gairebé 50 anys ja era massa gran per exercir el càrrec. Els dos nous prefectes del pretori foren Titus Petroni Segon i Titus Flavi Norbà.
Aquests dos nous caps del pretori, però, no van poder o no van voler impedir l'assassinat de Domicià, l'any 96. Així, quan Nerva fou proclamat nou emperador, va demanar a Casperi que recuperés el seu antic lloc, potser sota les pressions de la guàrdia pretoriana.
Fos com fos, Casperi no li va retornar el favor, doncs contradient les ordres de l'emperador aviat va incitar als membres de la guàrdia que es revoltessin i exigissin, si calia per la força de les armes, l'execució de tots aquells sospitosos d'haver participat en l'assassinat de Domicià, entre ells, Petroni Segon.
Nerva, vell i conscient de la seva feblesa davant dels pretorians, va decidir llavors adoptar a Marc Ulpi Trajà, convertint-lo en el seu successor, qui va pujar al tron quan Nerva va morir de causes naturals el 98.
Trajà, que es trobava a Colònia va acceptar el càrrec, però es va mantenir al nord dels Alps i des d'allí va fer cridar a Casperi davant la seva presència: 
Va fer cridar Casperi Elià i els altres pretorians que s'havien revoltat contra Nerva, pretenent que anava a encarregar-los una nova missió, però llavors es va desfer d'ells
No se sap si Cassi Dió, amb l'expressió "desfer-se d'ells" vol dir que Casperi i els seus foren executats, fet que sembla molt probable, o bé forçats a retirar-se.